# Timboektoe (stad)

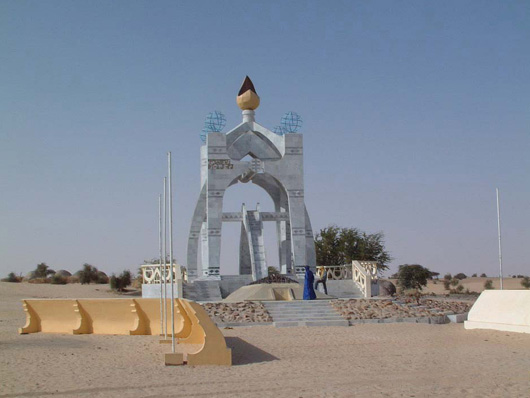
De vredesvlam

Timboektoe (Frans: Tombouctou) is een stad (commune urbaine) en gemeente (commune) en tevens de hoofdstad van de gelijknamige regio in Mali. De plaats ligt ongeveer 13 kilometer ten noorden van de rivier Niger en heeft circa 55.000 inwoners. De naam van de stad is Berbers en zou 'Zij met de grote navel' (Tin Boektoe) betekenen. De meeste Toeareg noemen de stad echter Tinboetkoe, in plaats van Timboektoe. De lokaal gesproken talen zijn Songhai, Tamasheq, Arabisch en tegenwoordig ook Frans.

## Geschiedenis
Timboektoe is vermoedelijk in de 12e eeuw gesticht door Toeareg als pleisterplaats voor de karavanen van de transsaharahandel die de landen aan de oever van de rivier de Niger verbond met de Maghreb. De belangrijkste handel was in zout, dat noordelijk van de stad in de Sahara werd gedolven in mijnen. Dit zout werd verhandeld in West-Afrika waar zout schaars was.
De combinatie van de rijkdom van de stad en zijn onbereikbaarheid voor christelijke reizigers - de eerste Europeaan die de stad bereikte, de Schotse majoor Gordon Laing, werd in 1826 op de terugweg uit de stad vermoord - gaven de stadsnaam in het Westen een mythische klank. De naam is nog steeds symbolisch voor een verafgelegen en nauwelijks te bereiken plaats.
Begin 2012 tijdens de Malinese staatsgreep van 2012 werd de regio waarin Timboektoe ligt, ingenomen door Toearegrebellen uit het noorden van Mali, die het hele noorden van Mali, samen met strijders van de islamistische groepering Ansar Dine, hadden uitgeroepen tot een onafhankelijke staat (zie Azawad). Er werden systematische vernielingen aangericht op het door de VN aangewezen islamitisch cultureel erfgoed. Op 28 januari 2013 werd de stad echter, zonder gevechten, heroverd door Franse en Malinese troepen.

## Stad van geleerden
Timboektoe was een stad van islamitische geleerdheid. Geleerden in domeinen als het islamitisch recht (Fiqh) en Koranexegese (Tafsir) bestudeerden en gaven daar commentaar op beroemde werken, als de Mukhtassar van Khalil bin Ahmed. Deze geleerden gaven lessen aan leerlingen en studenten op verschillende niveaus, die bij hen thuis kwamen studeren, dan wel in zogeheten madrassas bijeenkwamen. Deze geleerden waren veelal als imam of muedzin verbonden aan de drie grote moskeeën (grande mosquée) van Timboektoe, met name de Sankoré-moskee. Om die reden wordt de Sankoré vaak een universiteit genoemd, hoewel dat niet helemaal correct is. Niettemin waren de Djinguereber-moskee, Sidi Yaya- en Sankoré-moskeeën centra van geleerdheid. De beroemdste geleerden die Timboektoe heeft voortgebracht zijn:
- De 16e-eeuwse Ahmad Baba (1556 - 1627), die vooral bekend was vanwege zijn kennis van het islamitisch recht (Fiqh) en de Arabische grammatica (Urf).
- De 16e-eeuwse Mahmoed Kati, een tijdgenoot van Ahmad Baba. Kati stamde af van een Spaans-islamitische familie, die vanuit Toledo naar Timboektoe was gevlucht tijdens de Reconquista. Hij is beroemd als de auteur van de Tarîkh al-Fattâsh (De onderzochte geschiedenis), de eerste van de drie geschiedenissen van Timboektoe.
- De 17e-eeuwse historicus al-Sa'adî, de auteur van de Tarîkh as-Sudân (Geschiedenis (van het land) der Zwarten), het tweede van de drie geschiedenissen van de stad Timboektoe en zijn omgeving.
- De derde belangrijke bron voor de geschiedenis van de stad is het boek Tadhkirat al-Nisyan fi Akhbar Muluk al-Sudan (Aan de vergetelheid onthouden feiten van de Koningen (van het land) der Zwarten).
- Een laatste aanvulling op de prekoloniale geschiedenis van de stad is de 18e-eeuwse titelloze kroniek van Moulaye al-Qasim bin Moulaye Suleiman.

Geleerdheid was (en is) in Timboektoe een deels familiegebonden beroep. Daarnaast kunnen manuscripten en boeken het woord van God bevatten. Om die reden worden zelden of nooit boeken verbrand of weggedaan. Als gevolg daarvan, en als gevolg van het voor papier gunstige klimaat in de Sahara, zijn er in en rond Timboektoe vele manuscripten in omloop binnen lokale families. Sinds de jaren zeventig zijn er initiatieven om deze manuscripten te verzamelen en te conserveren. In de jaren zeventig werd op initiatief van John Hunwick met behulp van het UNESCO het Centre Ahmad Baba opgericht, dat zich ten doel stelt zo veel mogelijk manuscripten te verzamelen en te restaureren, of in ieder geval op microfilm te zetten. De collectie van het Centre Ahmad Baba heeft ruim 20.000 manuscripten. Daarnaast zijn er een aantal grote privéverzamelingen met financiële steun van, onder andere, de Ford Foundation en de Noorse en Zuid-Afrikaanse overheid, beter geconserveerd en opengesteld voor het publiek. Hieronder bevinden zich het Fondo Kati, de recent teruggevonden bibliotheek van Mahmoed Kati en de Mama Haidara-bibliotheek. De catalogi van deze bibliotheken zijn gepubliceerd door de al-Furqaanstichting uit Londen. Verder zijn er nog een aantal kleinere bibliotheken.
Sinds een aantal jaar probeert de stad het imago als centrum van geleerdheid verder uit te bouwen. In 2006 werd de stad uitgeroepen tot 'Hoofdstad van de Islamitische Cultuur' door de Islamitische Organisatie voor Onderwijs, Wetenschap en Cultuur. Dit werd gevierd met een serie debatten, congressen en andere evenementen. Timboektoe staat sinds 1988 op de UNESCO Werelderfgoedlijst.

## Economie
Timboektoe was in het verleden een belangrijke handelsstad op de karavaanroutes door de Sahara tussen Zuid-Marokko en de Sahel, waar goederen werden overgeladen van de kameelkaravanen op boten in Timboektoe's haven Kabara. Zout, gewonnen in de Sahara bij Awdaghust en tegenwoordig bij Taoudennit, werd verhandeld tegen goud afkomstig uit de Rijken van Ghana aan de Senegalrivier (niet te verwarren met de huidige Republiek Ghana) en later Mali. Dat goud werd weer naar Marokko getransporteerd en verhandeld voor aldaar vervaardigde goederen.
Deels door de mythische klank van de naam vormt tegenwoordig toerisme de belangrijkste inkomstenbron in de stad. Sinds een aantal jaar wordt in de maand januari vlak buiten Timboektoe het muzikale 'Festival au Désert' georganiseerd, dat bezocht wordt door honderden Westerse toeristen, die ook in de rest van het jaar hun opwachting maken in de stad.

## Tarweteelt
In de regio rond Timboektoe wordt tarwe verbouwd. Van dit tarwe wordt lokaal brood gebakken, tagulla genaamd, een beroemde lekkernij in de streek.

## Verkeer
Timboektoe beschikt vanaf 1961 over een internationale luchthaven en heeft daarnaast een haven voor riviertransport over de Niger. Er zijn ook pistes naar de Sahara in het noorden die door de azalaï (karavaan)routes gebruikt worden.

## Geboren
- Alphadi, pseudoniem van Seidnaly Sidhamed (1957), modeontwerper